# Льюис, Мериуэзер
Мериуэ́зер Лью́ис (англ.  Meriwether Lewis; 18 августа 1774[…], Албемарл, Виргиния, Британская Америка — 11 октября 1809[…], Хикмен, Теннесси) — американский первопроходец, офицер и государственный служащий. Участник экспедиции Льюиса и Кларка, целью которой было исследование Луизианы, приобретённой у Франции в 1803 году, установление торговых отношений с коренным североамериканским населением на реке Миссури и заявление прав на владение США северо-западными территориями и Орегонскими землями до того, как это сделали бы европейские державы. В 1806 году президент Томас Джефферсон назначил Мериуэзера Льюиса губернатором территории Луизиана, вторым по счёту.

## Биография
Родился в округе Албемарл (штат Виргиния), в месте, ныне известном как Айви. Сын лейтенанта Вильяма Льюиса оф Лакуст-Хилл (Lewis of Locust Hill, 1733—1779), этнического валлийца. Личным именем Льюиса стала фамилия матери. Люси Мериуэзер (Lucy Meriwether, 1752—1837) была смешанного англо-итальянского происхождения.
В 1793 году окончил колледж Либерти-Холл (ныне Университет Вашингтона и Ли), вступил в ряды ополчения Виргинии и в 1794 году в составе отряда был послан на подавление спиртного бунта. В 1795 году в ранге лейтенанта вступил в армию США, в которой прослужил до 1801 года, в том числе в одно время под командованием своего будущего партнёра по экспедиции Вильяма Кларка.
1 апреля 1801 года Льюис был назначен личным секретарём президента Томаса Джефферсона. Проживая в президентском особняке, Льюис часто пересекался со значимыми политиками и деятелями искусств. Основной задачей Льюиса было снабжение президента информацией о политической обстановке в рядах армии США, в связи с наплывом офицеров-федералистов после принятия Джоном Адамсом в 1801 году акта о полуночных судьях. При планировании трансконтинентальной экспедиции Джефферсон остановился на кандидатуре Мериуэзера Льюиса. (Подробнее см. Экспедиция Льюиса и Кларка).
Льюис и Кларк встретились в Сент-Чарльзе (ныне — штат Миссури), и экспедиция проследовала вверх вдоль реки Миссури, затем пересекли Скалистые горы и сплавились в бассейне реки Колумбия к океану, после чего вернулись обратно, достигнув Сент-Луиса 23 сентября 1806 года. Полный отчёт об экспедиции был опубликован в 1814 году. Экспедиция имела огромное значение для понимания географии Северной Америки (до неё, например, было неизвестно о существовании Скалистых гор), для изучения природных ресурсов Северной Америки и для установления союзнических отношений с индейцами.
После возвращения из экспедиции Льюис получил в награду 1600 акров земли (около 6,5 км²). Льюис планировал опубликовать экспедиционные журналы, однако в 1809 году неожиданно ушёл из жизни. В 1807 году президент Джефферсон назначил Льюиса губернатором территории Луизиана. Об эффективности губернаторства Льюиса существуют разные мнения. Несмотря на активное строительство дорог и продвижение торговли пушниной, он пытался оградить от заселения западные земли, чтобы удержать поселенцев на своей территории, а также конфликтовал с местными политическими лидерами, выдавал спорные разрешения на торговлю, попустительствовал поборам индейцев и в целом не развивал почтовую систему. Также Льюис не в достаточной степени контактировал и со своим руководством.
Помимо прочего Льюис с 1796 по 1797 годы состоял в масонской ложе округа Албемарл. 2 августа 1808 Льюис сотоварищи подали прошение в главную ложу Пенсильвании о разрешении создания ложи в Сент-Луисе. Первым мастером ложи предлагалось назначить Льюиса. 16 сентября 1808 года ложа была учреждена.
11 октября 1809 года Льюис скончался от выстрела в голову. До сих пор достоверно не установлено, было ли это самоубийство или убийство. 3 сентября 1809 года он отправился в Вашингтон, где надеялся решить свои финансово-политические вопросы. По пути Льюис, страдавший, по предположениям современников, от депрессии, якобы застрелился из двух пистолетов. Однако уже при жизни и после смерти возникали сомнения в достоверности этой версии — некоторые исследователи подозревают, что Льюис мог быть убит,

## Наследие
Вклад Льюиса в исследование Запада США признаётся неоценимым. Через четыре года после смерти Льюиса Томас Джефферсон писал о нём: 
Храбрый духом, сохраняющий стойкость и верность цели, достижение которой непреклонно ни перед чем, кроме непреодолимых препятствий… честный, бескорыстный, свободомыслящий, исключительно отзывчивый, верный истине настолько, что любое сделанное им описание будет настолько верным, как если бы мы видели это своими глазами, с такими высокими навыками, что если бы природой для некой цели лишь одним его навыком был бы выбран и одарён другой человек, я бы без сомнений утвердил этого человека в предприятии [экспедиции]
Горный цветок Lewisia (семейство Портулаковые) и дятел краснолицый меланерпес (Melanerpes lewis) названы в честь Льюиса. В честь него также получили названия множество объектов: округа Льюис в Айдахо, Льюис в Кентукки, Льюис в Теннесси, Льюис в Вашингтоне, округ Льюис-энд-Кларк в Монтане, город Льюистон (Айдахо), форт Льюис, пещера Льюиса и Кларка и даже подводная лодка USS Lewis and Clark (SSBN-644).